# スカイマイルタワー
スカイマイルタワー (Sky Mile Tower) は、日本の東京に建設される計画の高さ1,700 m (5,577 ft) の超高層都市。
タワーの設計は『Next Tokyo 2045』と呼称される研究と開発を目的としたイニシアチブの一環であり、コーン・ペダーセン・フォックスとLeslie E. Roberson Associatesが建設を担当する。
スカイマイルタワーは、東京湾の埋め立て地の群島に建設することを想定していると思われる。この、スカイマイルタワーを中心とした一連の計画はネクスト東京と呼称されている。スカイマイルタワーは、約55,000人が居住可能な高さ1,700 m (5,577 ft) の建物になる。
ネクスト東京の代表者は、東京湾に新たに建設されるウォーターフロントの不動産がこのプロジェクトの建設費用の一部になると考えている。